# Limosa fedoa
Maçarico-marmoreado ou maçarico-marmóreo (Limosa fedoa) é uma ave limícola de grande porte. É a maior espécie de seu gênero.

## Descrição
O maçarico-marmóreo mede de 40 a 50 cm de comprimento, contando com um bico grande de 8 a 13 cm e uma envergadura de 70 a 88 cm. A massa pode variar de 240 a 510 g.
Os adultos têm longas pernas cinza-azuladas e um bico rosa muito grande com uma leve curva para cima e preto na ponta. Pescoço, peito e barriga são de coloração marrom-pálida com barras escuras no peito e nos flancos. As costas são pontilhadas e escuras. Também mostram bordas da asa canela quando em voo.

## Alimentação e comportamento
Essas aves se alimentam procurando por comida em lodaçais, pântanos ou na praia, comendo quando a maré está baixa. Na grama curta, eles podem pegar insetos à vista. Eles comem principalmente insetos e crustáceos, mas também comem partes de plantas aquáticas.
Quando a maré está alta, eles descansam. Frequentemente dormem apoiando-se em uma perna só e enfiando o bico no corpo.

## Reprodução
O maçarico-marmóreo nidifica no chão, normalmente em grama curta.

## Conservação
Seus números foram reduzidos pela caça no final do século XIX. Embora tenham se recuperado um pouco desde então, sua população diminuiu nos últimos tempos, pois habitats adequados estão sendo usados para a agricultura.

## Subespécies
São reconhecidas duas subespécies de maçarico-marmóreo:
- L. f. beringiae, (Gibson & Kessel, 1989), reproduz-se no norte da Península do Alasca.
- L. f. fedoa, (Linnaeus, 1758), reproduz-se no Canadá e nos Estados Unidos.

## Migração
O maçarico-marmóreo se reproduz em três áreas distintas com sua própria rota única. A grande maioria ocorre na região centro-continental da América do Norte, seguida pelo leste do Canadá e pela Península do Alasca. Além disso, as maiores faixas de inverno são as costas do Atlântico, Pacífico e Golfo dos Estados Unidos e do México.
As aves que se reproduzem no oeste dos Estados Unidos e Canadá seguem uma rota através do local de parada em Utah, com uma chegada final nos locais de inverno do México e do Caribe. As que se reproduzem no leste do Canadá migram pelos Estados Unidos e param em locais ao longo do Golfo da Califórnia e do México. Além disso, aquelas que se reproduzem na Dakota do Norte e do Sul passam o inverno na costa da Geórgia.